# West Havre
West Havre és una concentració de població designada pel cens dels Estats Units a l'estat de Montana. Segons el cens del 2000 tenia 284 habitants.

## Demografia
Segons el cens del 2000, West Havre tenia 284 habitants, 100 habitatges, i 79 famílies. La densitat de població era de 58,3 habitants per km².
Dels 100 habitatges en un 44% hi vivien nens de menys de 18 anys, en un 72% hi vivien parelles casades, en un 3% dones solteres, i en un 21% no eren unitats familiars. En el 17% dels habitatges hi vivien persones soles el 5% de les quals corresponia a persones de 65 anys o més que vivien soles. El nombre mitjà de persones vivint en cada habitatge era de 2,84 i el nombre mitjà de persones que vivien en cada família era de 3,24.
Per edats la població es repartia de la següent manera: un 31,7% tenia menys de 18 anys, un 6,3% entre 18 i 24, un 25% entre 25 i 44, un 31% de 45 a 60 i un 6% 65 anys o més.
L'edat mediana era de 36 anys. Per cada 100 dones de 18 o més anys hi havia 104,2 homes.
La renda mediana per habitatge era de 56.375 $ i la renda mediana per família de 57.125 $. Els homes tenien una renda mediana de 48.000 $ mentre que les dones 19.519 $. La renda per capita de la població era de 24.823 $. Cap de les famílies i el 2% de la població estaven per davall del llindar de pobresa.

## Poblacions properes
El següent diagrama mostra les poblacions més properes.